# Blästerugn

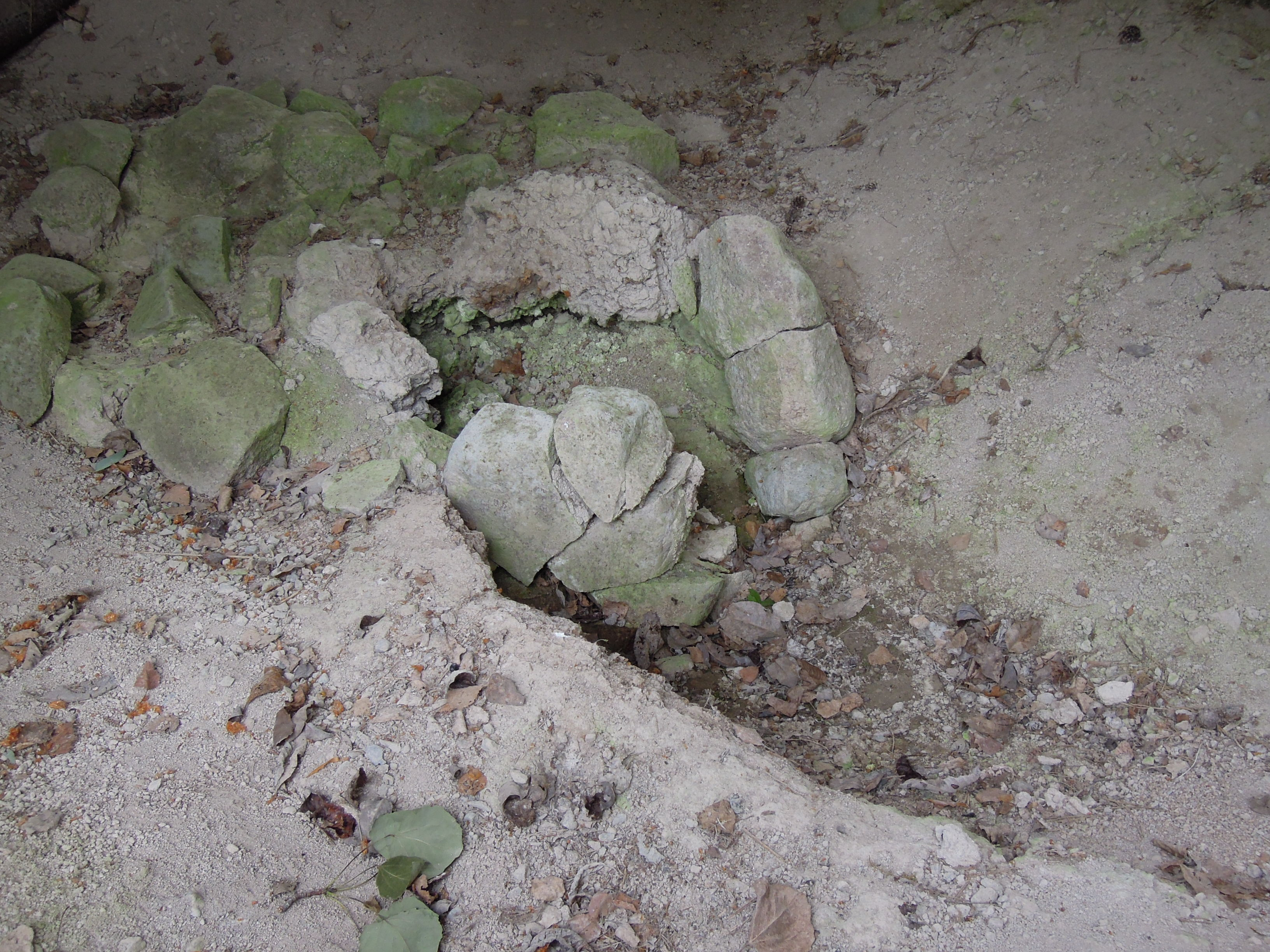
Medeltida blästerugn i Dunshammar, Ängelsberg.

Blästerugn är en typ av ugn för hantverksmässig järnframställning genom direktreduktion. Den användes i blästbruk på många ställen i Sverige från ca 700 f.Kr. och sista gången i kommersiell drift 1871.

## Konstruktion
Blästerugnar i form av schaktugn var ofta nedgrävda i marken, gärna i en slänt så att den får stöd, och kan öppnas nedtill. De hade en diameter av 0,25–0,6 m, djupet var cirka dubbla diametern. Väggmaterialet var ofta lera, förstärkt med vidjor. Stenar kunde användas som förstärkning. Ugnen är öppen upptill. Nedtill kan finnas avtappningsmöjlighet för flytande slagg. En bit upp från botten finns en forma (ett munstycke för lufttillförsel) som är kopplad till en eller två bälgar. Bälgarna är handmanövrerade (hand eller fot, alternativt vattenkraft). Därtill användes ofta kolgrop för att producera träkol, rostningsbädd för att torka malmen och slaggen brukade läggas upp i en slaggvarp.

## Process
Förberedelserna går ut på att skaffa fram malm (limonit) i form av rödjord, sjö- eller myrmalm. Denna malm torkas och rostas på ett bål av trä. Därvid oxiderar limoniten och resultatet är järnoxid. Den ska därefter finkrossas.
Ugnen förvärms först genom att elda ved. Bälgarna sätts igång för att blåsa in luft för att öka förbränning och temperatur. Därefter matas kol och malm in i satser. Det går åt mycket mer kol än malm mätt i volym. Malmen blir då bara som ett mycket tunt lager ovanpå ett rätt tjockt lager med träkol. Ugnen fylles med satser av träkol och malm. Allteftersom träkolet förbränns sjunker nivån och nya satser med träkol och malm kan matas på ovanifrån.
Järnet övergår i ugnen (utan att smälta) från järnmalm till järnsvamp (som kallas ”lupp”) genom en direktreduktionsprocess.
Slagg tappas av i omgångar innan det blir för mycket. Tappningshålet pluggas med lera. När sedan tillräckligt med malm matats in i ugnen och förbränningen varit tillräckligt varm och varaktig är det dags att ta upp luppen som ligger i botten, över den flytande slaggen. Luppen kan vara så stor och sitta så pass fast att ugnen blir skadad när man ska ta upp den.
Blästbruksprocessen är en direkt metod för järnframställning (järnet i ugnen övergår aldrig till flytande fas), till skillnad från masugnsprocessen (indirekt järnframställning) där järnet måste avkolas för att bli smidbart.

## Blästjärn
Materialet i luppen kallas blästjärn. Det är ”svampigt”. Det har låg kolhalt och går att smida direkt efter utsmältning av slagg och hopslagning.

## Primärsmide
När luppen vitglödande kommit ur ugnen ska den omedelbart bearbetas med träslägga på en rejäl stubbe. Detta kallas primärsmide. Därvid slås rester av slagg och träkol bort. Slutligen klyver man luppen för att kontrollera kvalitén.
Luppen som består av järn med föroreningar, ska sedan vidare bearbetas (sekundärsmide). Den återvärms i en härd och bearbetas med slägga med huvud av trä på ett städ tills den får önskad form och har då blivit ett ämnesjärn. Ämnesjärnen används sedan för att tillverka föremål, till exempel hästskor, spikar spadar, yxor, liar, knivar eller spadar i en smedja (manufaktursmide).

## Kronologi
Blästerugnen är känd sedan förhistorisk tid. Från tidigmodern tid till idag har blästerugnarna ersatts av masugnar, som framställer tackjärn. Blästerugnar var i bruk i Spanien och södra Frankrike, där de kallades katalanska ugnar, intill mitten på 1800-talet och i Österrike till slutet av 1700-talet. I bergsområdena i staten New York nybyggdes de ännu under 1800-talet.

## Sverige
Flera olika typer av blästerugnar har förekommit i Sverige. Under järnålder och tidig medeltid var en nedgrävd, lerinfodrad schaktugn med hand- eller fotdriven bälg den vanligaste. Senare kom ugnarna ofta att kallmuras. Blästerugnar var vanliga från yngre järnålder till äldre medeltid. Deras utbredning var främst knuten till naturlig tillgång på malm (exempelvis i vissa delar av Bergslagen). I inre Nordsverige användes blästerugnar ännu i senare tid.

## Bilder

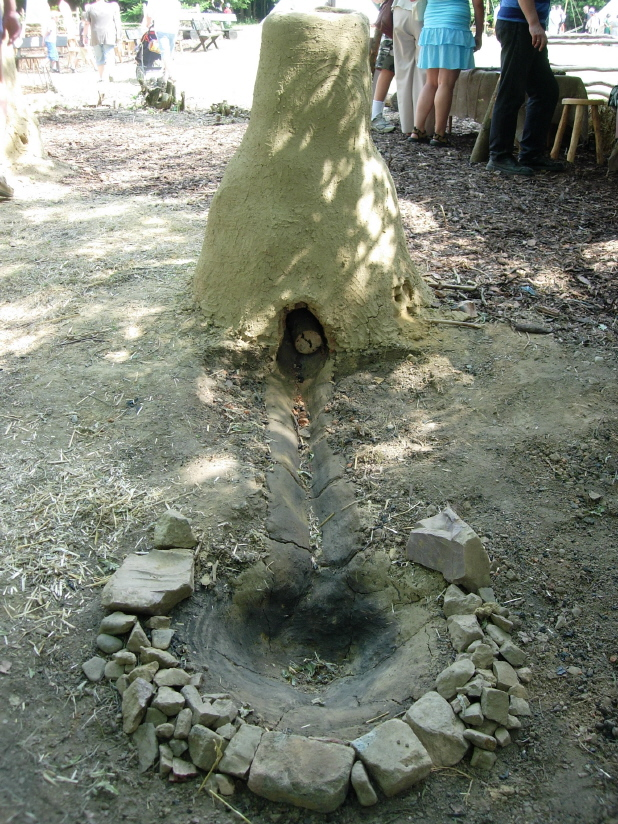
Rekonstruktion av blästerugn från keltisk järnålder.
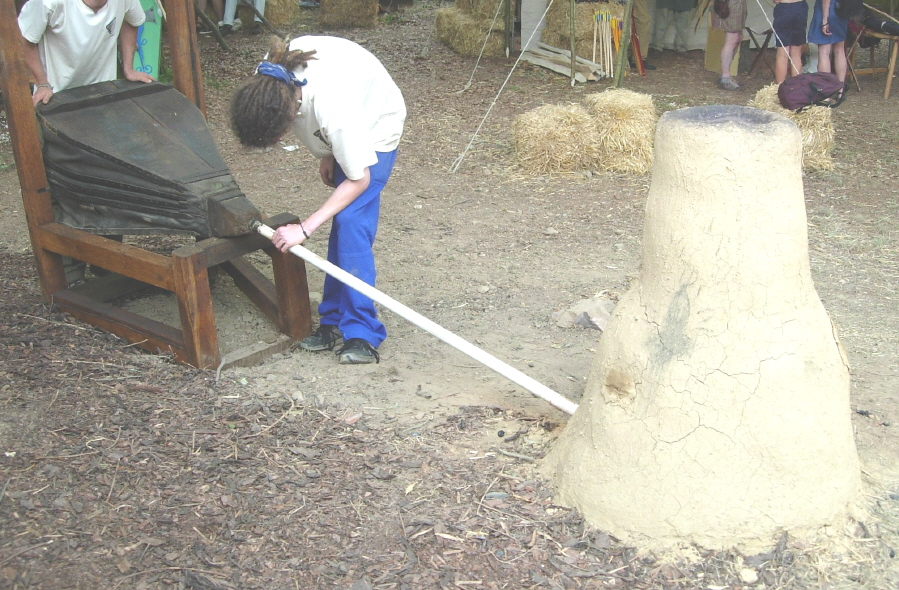
Rekonstruktion av blästerugn från keltisk järnålder, som visar blåsbälgen.
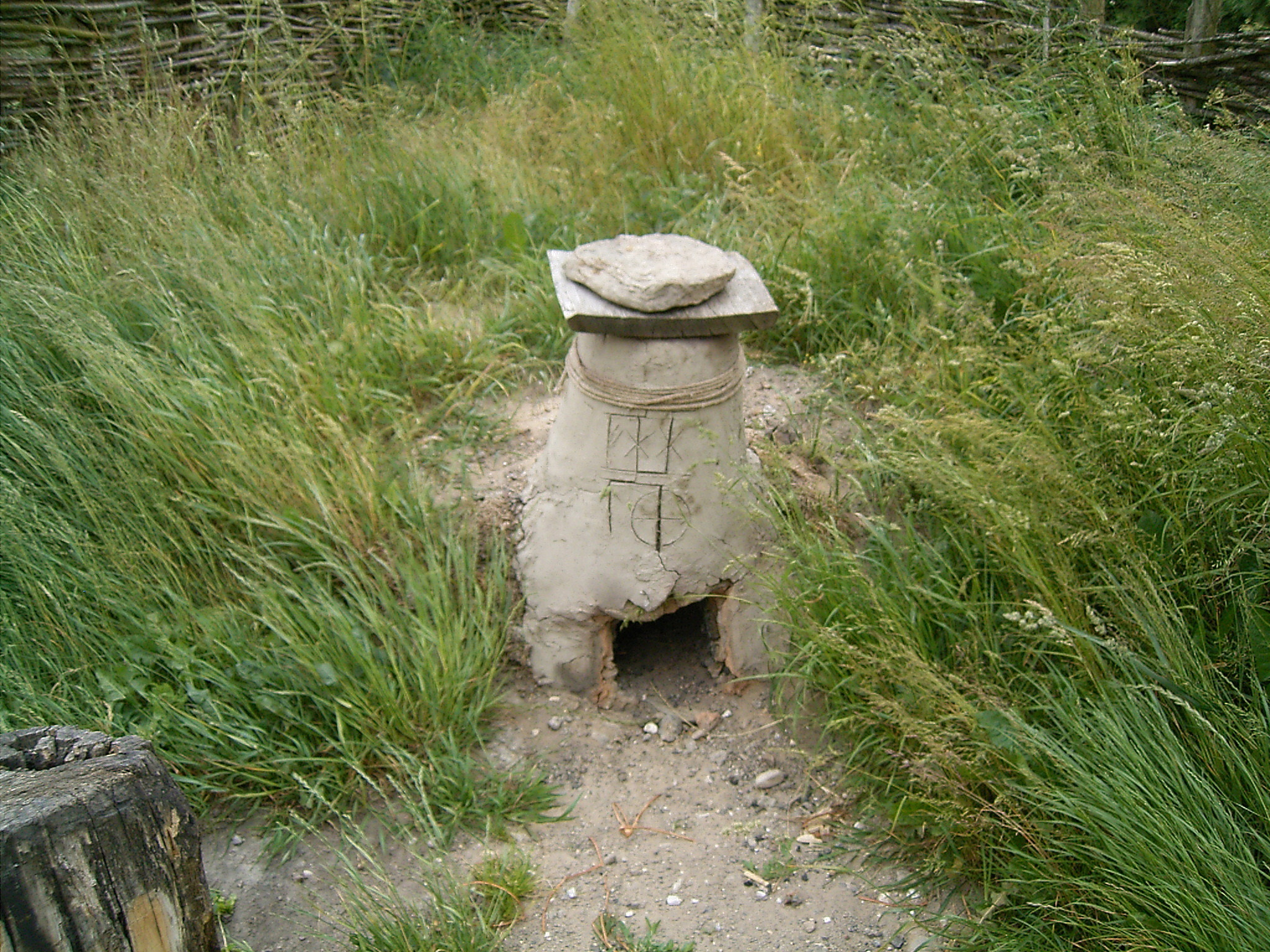
Rekonstruerad vikingatida blästerugn från Danmark.
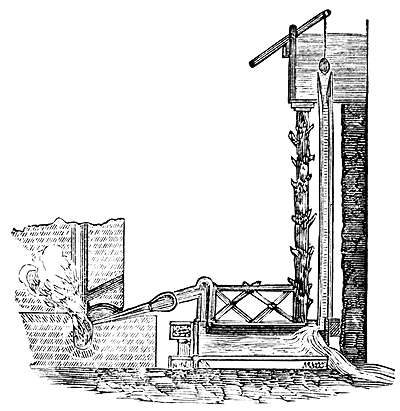
Funktionsskiss av katalansk ugn.
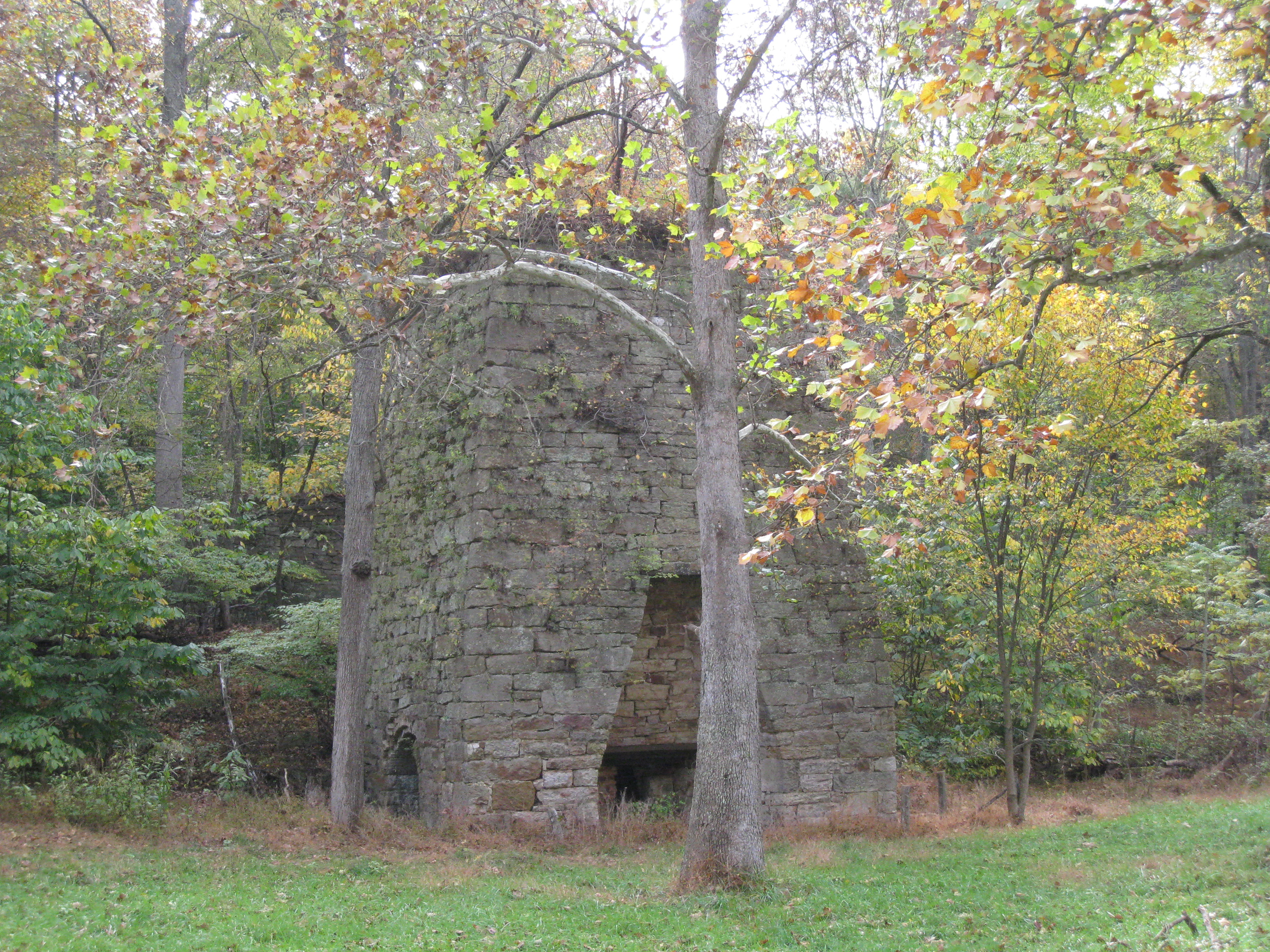
En murad blästerugn från slutet av 1700-talet i West Virginia.
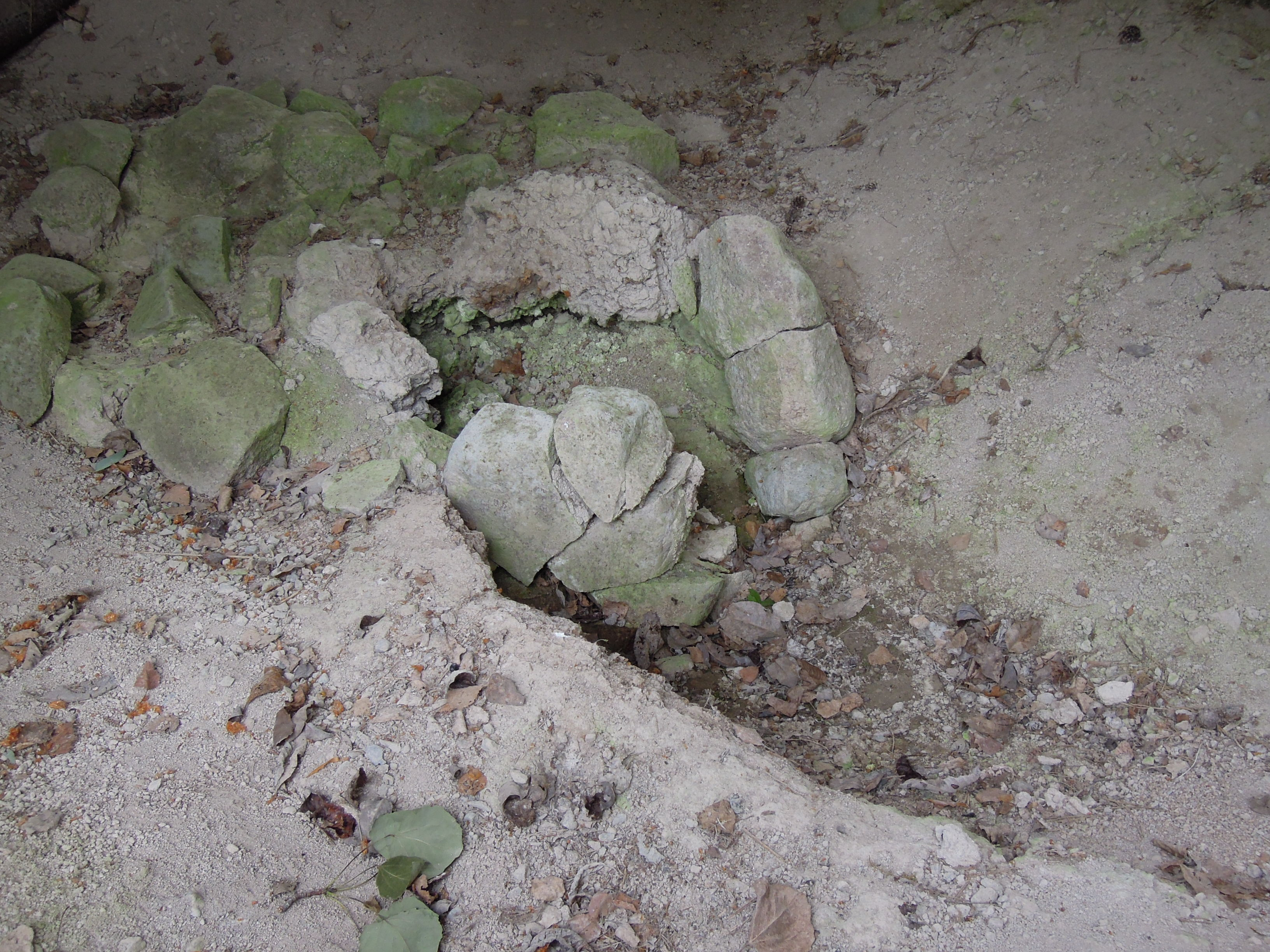
Medeltida blästerugn i Dunshammar.